# 小行星117715
小行星117715（117715 Carlkirby）是一颗绕太阳运转的小行星，为主小行星带小行星。该小行星于2005年4月20日发现。
該小行星以美國業餘天文學家卡爾·柯比（Carl Kirby）命名。

## 轨道参数
小行星117715的轨道半长轴为468 074 629 km，3.1288411 UA，离心率为0.083。